# Германова голова
«Германова голова» (англ. Herman's Head) — американський комедійний серіал. Серіал оповідає про життя офісного працівника Германа, його колег по роботі та «тарганів» в його голові.

## Сюжет
Герман Брукс, письменник-початківець, працює у видавництві перевірником фактів. Його внутрішні переживання розігруються на екрані чотирма персонажами, що живуть у його голові: інтелектом, страхом, співчуттям і бажанням.
Вони представлені у відповідних типажах: всезнайка-ботанік; легка, витончена жінка; прибитий, невпевнений у собі, щуплий недомірок і вульгарний, вічно хтивий товстун з пивним пузом… Все, що відбувається поза головою обігрується цими елементами і їхні заскоки відображаються у зовнішній поведінці Германа.
А в зовнішньому світі у Германа: прискіпливий бос; стерво, що підіймається кар'єрними сходами у будь-який спосіб; сіра мишка, але, однак (одначе), улюблена подруга, і друг, який не пропускає жодної красуні.

## Показ в Україні
Серіал транслювався на каналі ICTV у той же період, що і «Альф», — у 1997—1998 роках. Ролі озвучили: Дмитро Завадський.